# Содій Врх
Содій Врх (словен. Sodji Vrh) — поселення в общині Семич, регіон Південно-Східна Словенія, Словенія.